# Nadżran
Nadżran (arab. نجران) – miasto w południowo-zachodniej części Arabii Saudyjskiej. Jest stolicą prowincji Nadżran. Leży w oazie, przy granicy z Jemenem. Według spisu powszechnego w kwietniu 2010 roku miasto liczyło 298 288 mieszkańców. W mieście znajduje się m.in. port lotniczy Nadżran czy stadion Al Akhdoud.